# 成土母质
成土母质，简称母质，指的是土壤形成的起始物质，系位于地表的岩石风化后产生的疏松碎屑物，通过成土作用可发育为土壤，其特性会很大程度影响到土壤的发育和性质。成土母质可能是在岩石风化后，由于岩石风化的速度超过移运速度，而残留在地表原处，这种成土母质被称为残积母质或残积物，主要分布在平原、台地和山顶缓坡部位；反之，若成土母质经过了重力、水力、冰川或风力的搬运，而未残留在地表原处，则被称为运积母质，可分为崩积物、坡积物、冲积物、洪积物、湖积物、海积物、冰水沉积物、冰碛物和风积物。